# Los Corazones
Los Corazones es uno de los 26 corregimientos del municipio colombiano de Valledupar ubicando en su zona noroccidental, al norte del departamento del Cesar. El corregimiento se encuentra a la margen izquierda del río Seco, en las estribaciones de la Sierra Nevada de Santa Marta y el valle del río Cesar.

## Geografía
Limita al norte y noroccidente con el corregimiento de Río Seco; al nororiente con Las Raíces; al oriente con Guacoche y Guacochito; al suroriente con el corregimiento de El Jabo, al sur y suroccidente con la zona rural de la ciudad de Valledupar
Parte del territorio del corregimiento de Los Corazones, junto a una porción del corregimiento de Río Seco, conforman el Ecoparque Los Besotes, que cubre  4.316,3 hectáreas de extensión de bosque natural denso, donde habitan más de 250 especies de aves, venados, armadillos, micos maiceros, dantas y monos aulladores, entre una biodiversidad abundante de fauna y flora.
El Ecoparque Los Besotes cuenta cuatro observatorios de fauna y una red de 12 km de senderos para practicar excursionismo.

## Historia
El asentamiento de Los Corazones fue fundado a principio del siglo XIX por ganaderos y campesinos procedentes de la Provincia de Padilla, lo que actualmente es el sur de La Guajira y su nombre es dado a su vegetación ya que predomina en gran cantidad el árbol de Corazón fino. 
Los Corazones fue elevado de vereda de Valledupar a corregimiento el 13 de noviembre de 1958 por Acuerdo Municipal 03 del Concejo Municipal de Valledupar. 
La violencia del conflicto armado colombiano tuvo auge en Los Corazones durante la década de 1990 y 2000. Los paramilitares de las Autodefensas Unidas de Colombia (AUC) montaron un campamento base en las inmediaciones del corregimiento y realizaban peajes ilegales en el cruce vial conocido como "La Y de Los Corazones", zona de tránsito que también usaban elementos de las guerrillas de las FARC y ELN. En la región los escuadrones paramilitares de la AUC mantuvieron amenazada y bajo control la zona, con asesinatos individuales y colectivos, además del control de la economía local. La violencia se apaciguó tras el proceso de desmovilización de paramilitares en Colombia.

## Organización político-administrativa
La máxima autoridad del corregimiento es el corregidor. Los Corazones, es uno de los corregimientos de Valledupar que no está subdividido en veredas.